# 无穷烯
无穷烯是一种有机化合物，因结构和「∞」符号相似得名，化学式为C48H24，它是凯库勒烯的同分异构体。它可以3,9-二(溴甲基)䓛和二苯并[c,l]䓛-3,11-二甲硫醇为原料反应得到。它可以在三氯甲烷溶液经甲醇扩散结晶出来。它可以形成单斜晶系晶体，空间群P21/n，a=11.2861 Å，b=13.3592 Å，c=19.508 Å，β=102.261°。
该化合物最初于2021年由伊丹健一郎团队发现，发表于ChemRxiv上，并被C&EN评选为2021年度分子。